# Borna III

Borna III

Borna III (Born, Borne, von dem Borne) – kaszubski herb szlachecki. Ze względu na specyficzną historię regionu, mimo przynależności do Rzeczypospolitej, rodzina i herb nie zostały odnotowane przez polskich heraldyków.

## Opis herbu
Opis z wykorzystaniem zasad blazonowania, zaproponowanych przez Alfreda Znamierowskiego:
W polu złotym, z podstawą czarną, pół lwa czerwonego, wspiętego; na podstawie trzy kule srebrne (2 i 1). W klejnocie nad hełmem w koronie pół lwa jak w godle między dwoma rogami bawolimi, na których zatknięte po cztery piórka. Labry czerwone, podbite złotem.

## Najwcześniejsze wzmianki
Herb wymieniany w Nowym Siebmacherze.

## Rodzina Borna
Rodzina używająca tego herbu żyła w Nowym Jasińcu w okręgu świeckim. Rodzina ta porzuciła swój herb na rzecz herbu innej rodziny o takim samym nazwisku (Borna, wariant Ib). Istnieje przypuszczenie, że Bornowie herbu Borna III byli spokrewnieni z Bornami z Pawłówka w człuchowskiem, herbu Borna II.

## Herbowni
Borna (Born, Borne, von dem Borne).